# 組曲 (Suite)
『組曲 (Suite)』（スウィート）は、2015年11月11日にヤマハミュージックコミュニケーションズから発売された中島みゆきの41枚目のオリジナルアルバム。

## 概要
『問題集』以来約1年ぶりとなるアルバム。『生きていてもいいですか』以来35年ぶりに、シングル曲、セルフカバー曲、夜会での既出披露曲を含まないアルバムとなった。
ジャケット・ブックレットの写真は、深夜の中部国際空港を借り切って撮影している。また、ミュージック・ジャケット大賞2016の大賞候補50作品に選出された。
同年の12月9日に、25thアルバム『わたしの子供になりなさい』以来、約17年ぶりにLPでもリリースされた。LP盤には、マスタリング・エンジニアのスティーヴン・マーカッセンによってマスタリングされたハイレゾマスター音源を、JVCのカッティングエンジニア・小鐵徹の手によってLP化が実現された。

## 収録曲
- 全作詞・作曲：中島みゆき、編曲：瀬尾一三（特記以外）

1. 36時間 - 36 Hours[注 2]
編曲：瀬尾一三・小林信吾
2. 愛と云わないラヴレター - A Love Letter without The Word "Love"
3. ライカM4 - Leica M4
4. 氷中花 - Flower in Ice
編曲：瀬尾一三・小林信吾
5. 霙の音 - The Sound of Sleet
  - 編曲：瀬尾一三・小林信吾
6. 空がある限り - As Long As There's A Sky
  - BSジャパン「日経プラス10」エンディングテーマ[2]
7. もう一度雨が - Rain Again
8. Why & No
9. 休石 - Resting Stone
10. LADY JANE
東京・下北沢のジャズバー「LADY JANE」（レディ・ジェーン）をタイトルとした曲で、下北沢の街の変化を歌っている[3]。ジャズバー「LADY JANE」は賃貸契約満了により2025年4月に閉店することとなった[3]。

## 演奏者
- Vocal：中島みゆき

| 36時間 - E.Bass：富倉安生 - A.Piano：小林信吾 - E.Piano：矢代恒彦 - E.Guitar：古川望 - Keyboards & Programming：小林信吾 - Violin：今野均・漆原直美・藤堂昌彦・亀田夏絵 - Viola：生野正樹・二木美里 - Cello：江口心一・西方正輝 愛と云わないラヴレター - Drums：河村“カースケ”智康 - Electric Upright Bass：斉藤光隆 - A.Piano：小林信吾 - E.Guitar：古川望 - A.Guitar：福原将宜 - Keyboards & Progmmming：小林信吾 - Back Up Vocals：杉本和世・鮎川麻弥・宮下文一 ライカM4 - Drums：島村英二 - E.Bass：富倉安生 - A.Piano & B-3：小林信吾 - E.Guitar & Solo：古川望 - E.Guitar：福原将宜 - Keyboards & Programming：小林信吾 - Back Up Vocals & Handclap：宮下文一・石田匠・瀬尾一三 - Bari. Sax Solo：中村哲 氷中花 - Drums：河村“カースケ”智康 - E.Bass：斉藤光隆 - A.Piano & B-3：小林信吾 - E.Guitar & Solo：古川望 - A.Guitars：福原将宜 - Keyboais & Programming：小林信吾 - Back Up Vocals：杉本和世・宮下文一・石田匠 - Violin：今野均・藤堂昌彦・徳永友美・川口静華・漆原直美・白澤美佳・亀田夏絵・森本安弘・岡部磨知・城元絢花 霙の音 - Drums：島村英二 - E.Bass：富倉安生 - A.Piano：小林信吾 - Keyboards & Programming：小林信吾 - Violin：今野均・藤堂昌彦 - Viola：生野正樹 - Cello：江口心一 | 空がある限り - Drums：島村英二 - E.Bass：富倉安生 - A.Piano & B-3：小林信吾 - A.Guitar, E.Guitar & Solo：古川望 - Keyboais & Progrumming：小林信吾 - Back Up Vocals：杉本和世・宮下文一・石田匠・瀬尾一三 - Violin：弦一徹・城戸喜代・永田真希・黒木薫・藤田弥生・門脇大輔・梶谷裕子・伊能修・高井敏弘・高橋和葉 - Viola：森琢哉・三木章子 - Cello：村中俊之・内田佳宏 もう一度雨が - Drums：河村“カースゲ”智康 - E.Bass：斉藤光隆 - E.Piano：小林信吾 - E.Guitar & Solo：古川望 - A.Guitars：古川望・福原将宜 - Keyboards & Programming：小林信吾 - Back Up Vocals：杉本和世・鮎川麻弥・宮下文一 Why & No - Drums：河村“カースケ”智康 - E.Bass：斉藤光隆 - A.Piano & B-3：小林信吾 - E.Guitar & Solo：古川望 - E.Guitar：福原将宜 - Keyboards & Programming：小林信吾 休石 - E.Bass：富倉安生 - A.Piano：小林信吾 - Keyboards：矢代恒彦 - E.Guitar：古川望 - Keyboards & Programming：小林信吾 - Violin：弦一徹・城戸房代・永田真希・黒木薫・藤田弥生・門脇大輔・梶谷裕子・伊能修・高井敏弘・高橋和葉 - Viola：森琢哉・三木章子 - Cello：村中俊之・内田住宏 LADY JANE - Drums：河村“カースケ”智康 - A.Piano & Synth. Bass：小林信吾 - E.Guitar：福原将宜 - A.Guitar, E.Guitar & Solo：古川望 - Keyboards & Programming：小林信吾 - Back Up Vocals：杉本和世・宮下文一・石田匠 |